# Алиев, Саид Давыдович
Саи́д (Сааду) Давы́дович (Давудович) Али́ев (9 [22] января 1917 года — 12 октября 1991 года) — участник Великой Отечественной войны, снайпер 35-го гвардейского стрелкового полка 10-й гвардейской стрелковой дивизии 14-й армии Карельского фронта, гвардии сержант.
Герой Советского Союза (22.02.1943), старший лейтенант запаса.

## Биография
Родился в 1917 году в крестьянской семье. По национальности аварец. Член ВКП(б) с 1942 года. По окончании неполной средней школы обучался на курсах учителей, которые окончил в 1939 году. Работал учителем начальных классов в школе села Гуниб.
Призван в Красную Армию в 1940 году. С первых дней на фронтах Великой Отечественной войны. Будучи снайпером, к июню 1942 года гвардии сержант Алиев уничтожил 126 вражеских солдат и офицеров.

Указом Президиума Верховного Совета СССР «О присвоении звания Героя Советского Союза начальствующему и рядовому составу Красной Армии» от 22 февраля 1943 
за образцовое выполнение боевых заданий Командования на фронте борьбы с немецкими захватчиками и проявленные при этом отвагу и геройство

 гвардии сержанту Алиеву Саиду Давыдовичу присвоено звание Героя Советского Союза с вручением ордена Ленина и медали «Золотая Звезда».
В 1943 году окончил курсы младших лейтенантов. В октябре 1944 года, участвуя в Петсамо-Киркенесской операции, получил тяжёлое ранение, но после излечения вернулся на передовую и принимал участие в штурме Берлина и освобождении Праги. С 1946 года старший лейтенант Алиев в запасе. Жил и работал в Махачкале. Скончался 12 октября 1991 года.

## Награды
- Медаль «Золотая Звезда» Героя Советского Союза (№ 900)
- Орден Ленина
- Орден Красного Знамени (1943)
- Орден Отечественной войны I степени (1985)
- Медали, в том числе:
  - Медаль «За победу над Германией в Великой Отечественной войне 1941—1945 гг.»
  - Юбилейная медаль «Двадцать лет Победы в Великой Отечественной войне 1941—1945 гг.»
  - Юбилейная медаль «Тридцать лет Победы в Великой Отечественной войне 1941—1945 гг.»
  - Юбилейная медаль «Сорок лет Победы в Великой Отечественной войне 1941—1945 гг.»

## Память
Его именем названы улицы в городе Махачкале, сёлах Майданское, Нечаевке, Шамхал-Термене.